# Rennequin Sualem

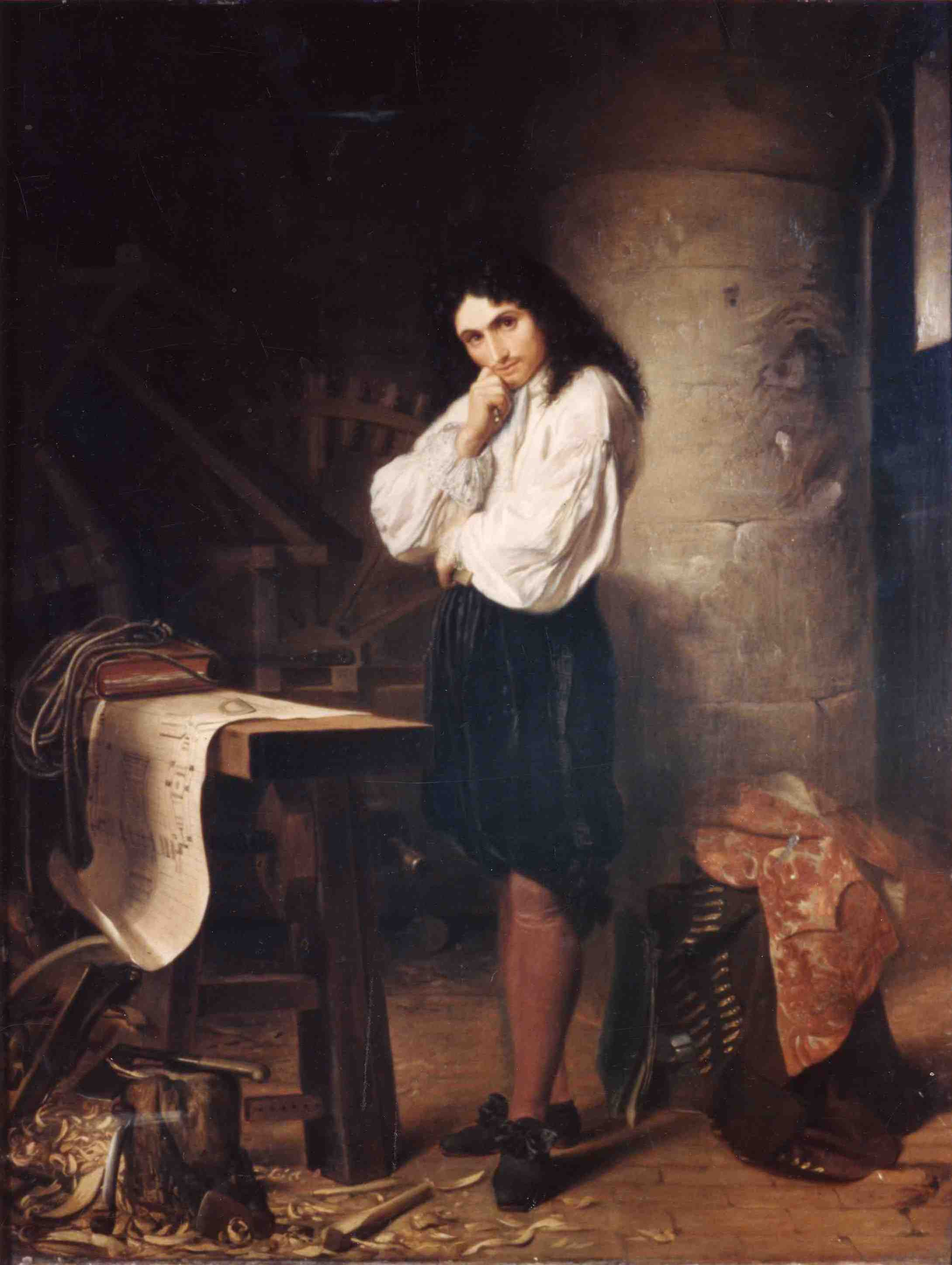
Rennequin Sualem

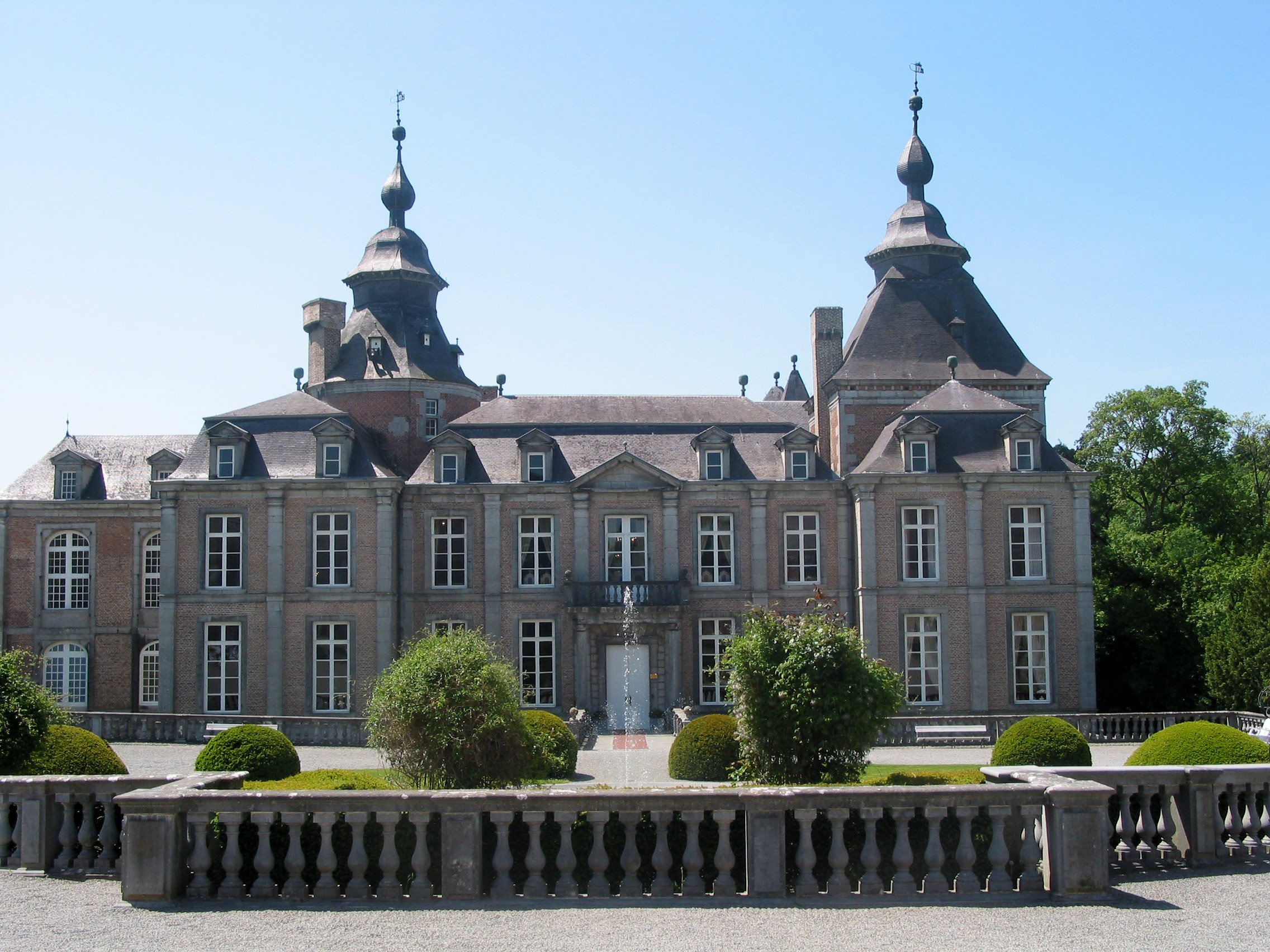
Fontein bij het kasteel van Modave

Rennequin Sualem (Jemeppe-sur-Meuse, 29 januari 1645 – Bougival, 29 juli 1708), ook Renkin Sualem genoemd, was een uitvinder en ingenieur in het prinsbisdom Luik.
Rond 1668 bouwde hij een hydraulische machine om het water van de Hoyoux 50 meter hoger op te pompen naar het kasteel van Modave.
Nadien bouwde hij volgens hetzelfde principe de machine van Marly, bestaande uit 14 schepraderen, waarmee het water 163 meter hoger werd gepompt, naar de vijvers en fonteinen van het Kasteel van Versailles. Lodewijk XIV van Frankrijk benoemde hem tot Eerste ingenieur van de Koning.